# Tiểu Sao Hải Vương

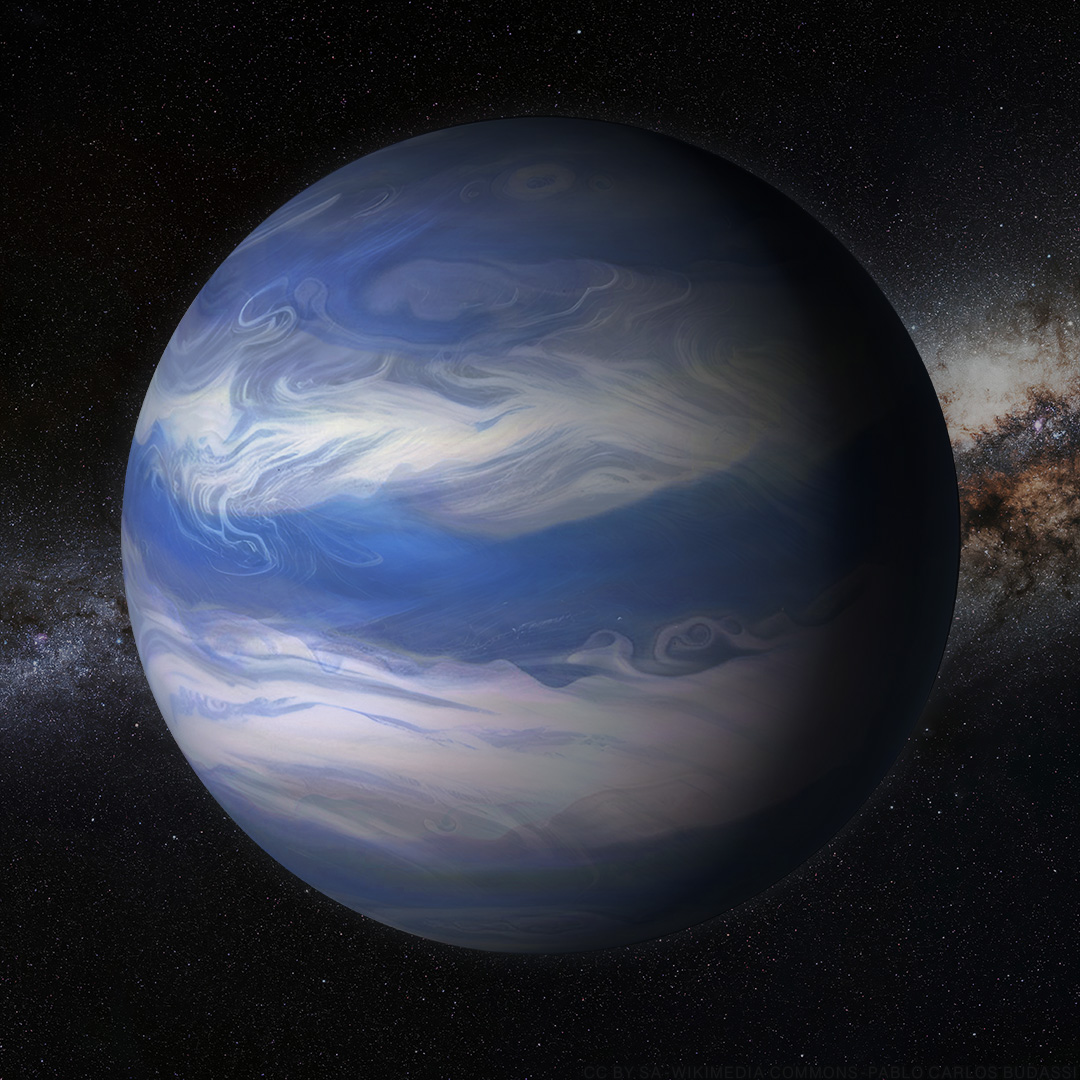
Minh họa về một tiểu Sao Hải Vương hay "hành tinh khí lùn".

Tiểu Sao Hải Vương hoặc tiểu Hải Vương Tinh (đôi khi được gọi là một hành tinh khí lùn hoặc hành tinh chuyển tiếp) là một hành tinh có khối lượng nhỏ hơn Sao Hải Vương hoặc Sao Thiên Vương nhưng giống với Sao Hải Vương ở việc nó có bầu khí quyển hydro và heli dày, có thể có các lớp băng, đá hoặc đại dương lỏng (làm từ nước, amonia, hỗn hợp của cả hai hoặc các chất dễ bay hơi nặng hơn).
Một hành tinh khí lùn là một hành tinh khí có lõi đá đã tích tụ một lớp vỏ dày gồm hydro, heli và các chất dễ bay hơi khác, do đó có tổng bán kính trong khoảng từ 1,7 đến 3,9 bán kính Trái Đất (1,7–3,9 R🜨). Thuật ngữ này được sử dụng trong chế độ phân loại ba bậc, dựa trên độ kim loại cho các ngoại hành tinh chu kỳ ngắn, trong đó cũng bao gồm các hành tinh đất đá, với ít hơn 1,7 R🜨 và lớn hơn 3,9 R🜨, cụ thể là những hành tinh băng khổng lồ và hành tinh khí khổng lồ.

## Thuộc tính
Các nghiên cứu lý thuyết về các hành tinh như vậy dựa trên kiến thức về Sao Thiên Vương và Sao Hải Vương. Nếu không có bầu khí quyển dày, nó sẽ được phân loại là một hành tinh đại dương. Một phân chia ước tính giữa một hành tinh đất đá và một hành tinh khí là có bán kính khoảng 1,6–2,0 lần so với bán kính Trái Đất. Các hành tinh có bán kính và khối lượng đo được lớn hơn chủ yếu là có mật độ thấp và cần một bầu khí quyển mở rộng để giải thích đồng thời khối lượng và bán kính của chúng, và các quan sát cho thấy các hành tinh lớn hơn khoảng 1,6 bán kính Trái Đất (và lớn hơn khoảng 6 lần khối lượng Trái Đất) chứa một lượng chất bay hơi hoặc khí hydro và heli đáng kể, có khả năng thu được trong quá trình hình thành. Những hành tinh như vậy dường như có sự đa dạng về thành phần mà không được giải thích rõ ràng bằng mối quan hệ bán kính–khối lượng đơn lẻ như được tìm thấy ở các hành tinh đất đá đậm đặc hơn. Kết quả tương tự được xác nhận bởi các nghiên cứu khác.
Giới hạn dưới đối với khối lượng có thể rất khác nhau đối với các hành tinh khác nhau tùy thuộc vào thành phần của chúng; khối lượng phân chia có thể khác nhau từ thấp như 1 đến lớn như 20 M🜨. Các hành tinh khí nhỏ hơn và các hành tinh ở gần ngôi sao chủ hơn sẽ mất khối lượng khí quyển nhanh hơn do hydrodynamic escape so với các hành tinh lớn hơn hoặc ở xa hơn. Một hành tinh khí khối lượng thấp vẫn có thể có bán kính giống bán kính của một hành tinh khí khổng lồ nếu nó có nhiệt độ thích hợp.

## Ví dụ
Ngoại hành tinh được biết có thể là hành tinh khí lùn là Kepler-138d, có khối lượng nhỏ hơn Trái Đất nhưng lại có thể tích lớn hơn 60% và do đó có khối lượng riêng 21+22
−12 g/cm3, cho thấy hành tinh này có thể có hàm lượng nước đáng kể hoặc là có một lớp vỏ khí dày. Tuy nhiên, nhiều bằng chứng gần đây cho thấy nó có thể đậm đặc hơn so với suy nghĩ trước đây, và thay vào đó nó có thể là một hành tinh đại dương.